# Hans Andersson i Bringåsen
Hans Andersson i riksdagen kallad Andersson i Bringåsen, född 6 oktober 1826 i Kyrkås församling, Jämtlands län, död där 24 april 1900, var en svensk lantbrukare, hemmansägare och politiker. Han var ägare till hemmanet Bringåsen i Kyrkås socken.
Andersson var ledamot av riksdagens andra kammare 1870–1881, invald i Hammerdals, Lits och Offerdals tingslags valkrets i Jämtlands län samt 1882–1883 och 1888–1890, invald i Jämtlands norra domsagas valkrets. Han tillhörde Lantmannapartiet 1870–1883 och Nya lantmannapartiet 1888–1890. I riksdagen skrev han 14 egna motioner, varav flera om försäljning av kronans hemman och lägenheter. Andra motioner gällde införande av tull på hästar, nötkreatur och ladugårdsprodukter samt förbud mot spritdrycksutskänkning vid vapenövningsläger.